# Полошково (Козельський район)
Полошково (рос. Полошково) — присілок в Козельському районі Калузької області Російської Федерації.
Населення становить 32 особи. Входить до складу муніципального утворення Село Нижні Приски.

## Історія
Від 2004 року входить до складу муніципального утворення Село Нижні Приски.

## Населення
| 1990 | 2002 | 2010 |
| ---- | ---- | ---- |
| 58   | ↘50  | ↘32  |